# Székesfővárosi Fertőtlenítő Intézet
A Székesfővárosi Fertőtlenítő Intézet a Nemzeti Népegészségügyi és Gyógyszerészeti Központ kezelésében álló budapesti egészségügyi épület.

## Története
A 19. század második felében komoly fejlődésnek indult Budapesten sorra jelentek meg az egészségügy korszerűsödését jelző közkórházak. Ezek munkáját segítette az 1898-ban felépült Gyáli út, úgynevezett Régi Fertőtlenítő Intézet (később Zita Kórház). Tervezője a fiatal magyar építész, Hönig Dezső (1867–1927) és Zboray János volt.
Másfél évtizeddel később Hönig ismét felkérését kapott egy újabb Fertőtlenítő Intézet megtervezésére. Ez volt a ma is Fertőtlenítő Intézet néven ismert létesítményt a Váci úton. Az épület 1912–1913-ban épült fel szecessziós stílusban. A létesítmény szinte minden tárgy fertőtlenítésére módot adott gőz- és formalin segítségével, és világviszonylatban is kiemelkedőnek számított. Természetesen meleg víz állt rendelkezésére, illetve külön mosodát rendeztek be a személyzet szennyes ruháinak részére, naponta 400 kg-os teljesítménnyel. Ló- és lovaskocsi fertőtlenítő is épült hozzá. Az energiaszükségletet a telep saját gőzkazánjai fedezték. A felső szintet úgy tervezte meg Hönig, hogy kórházzá is át lehetett alakítani tetszés szerint.
Az építkezés költsége 1 400 000 korona, a gépek 270 000 koronába kerültek. Utóbbiak beszerzését Zboray János mérnök felügyelte. Már 1915-ben 203 munkatárs dolgozott az Intézetben.
A létesítményt 1945-ben szovjet minták alapján modernizálták, később pedig a járványügyi kutatások központja lett, komoly statisztikai kutató részleggel. Egy ideig az Állami Népegészségügyi és Tisztiorvosi Szolgálat (ÁNTSZ, a Nemzeti Népegészségügyi Központ elődje 2018 előtt) igazgatósági irodája lakott benne. Az épület műemléki védelem alatt áll.

## Díszítése
Az épület szecessziós stílusban épült fel, külsejére a disznóbőrszínű dísztégla sávok és a rizalitok jellemzőek, a köztük lévő részek fröccsöntött vakolatúak. A sarkok letompítottak, hajlatosak. Felirata a két főbejárat fölött mozaikból van kirakva (mellett kisebb egyéb, geometrikus mozaikdíszekkel). A középső épületen a főváros címere volt hajdanán mozaikból elkészítve, azonban ez ma már nem található meg.

## Képtár

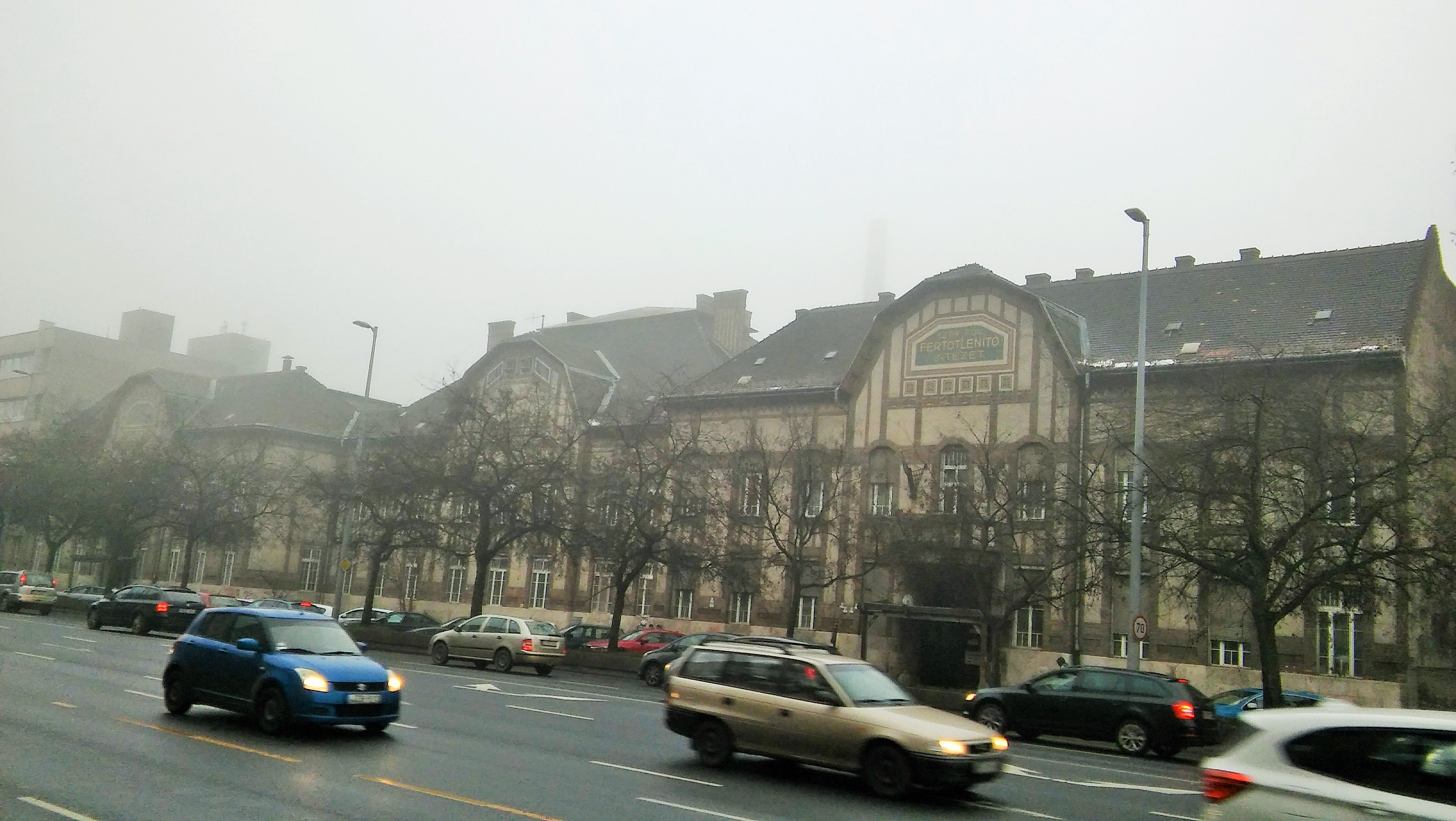
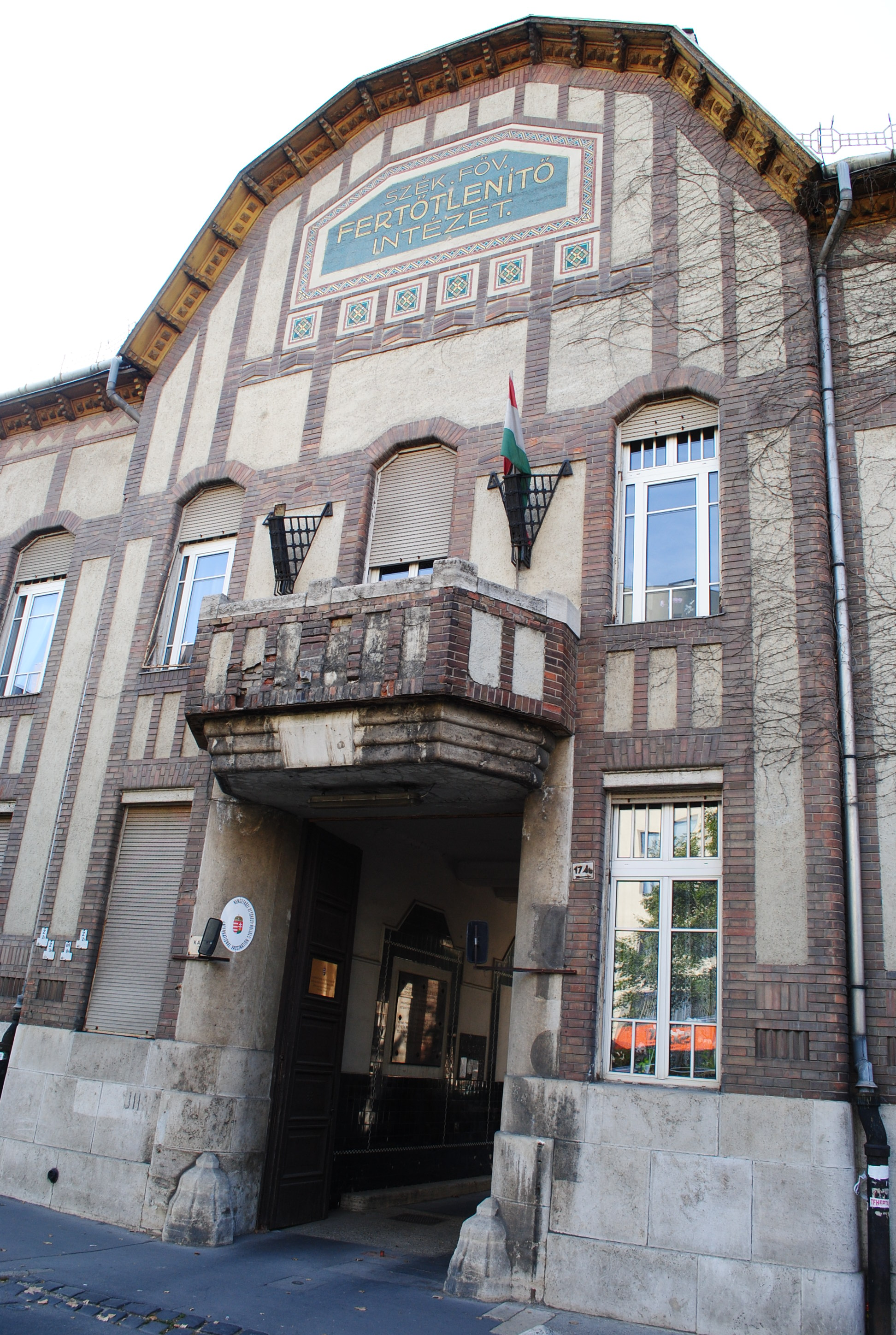
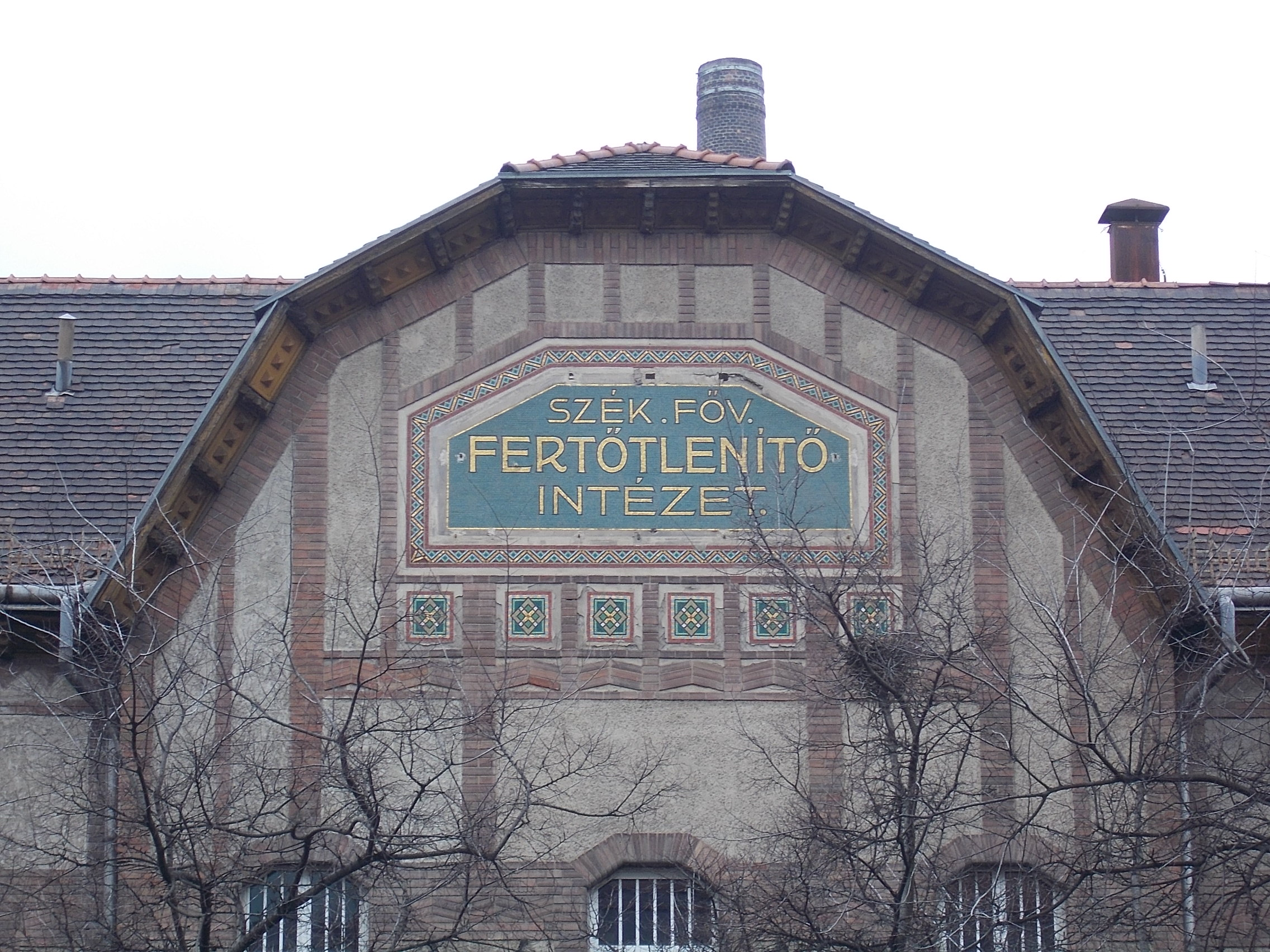
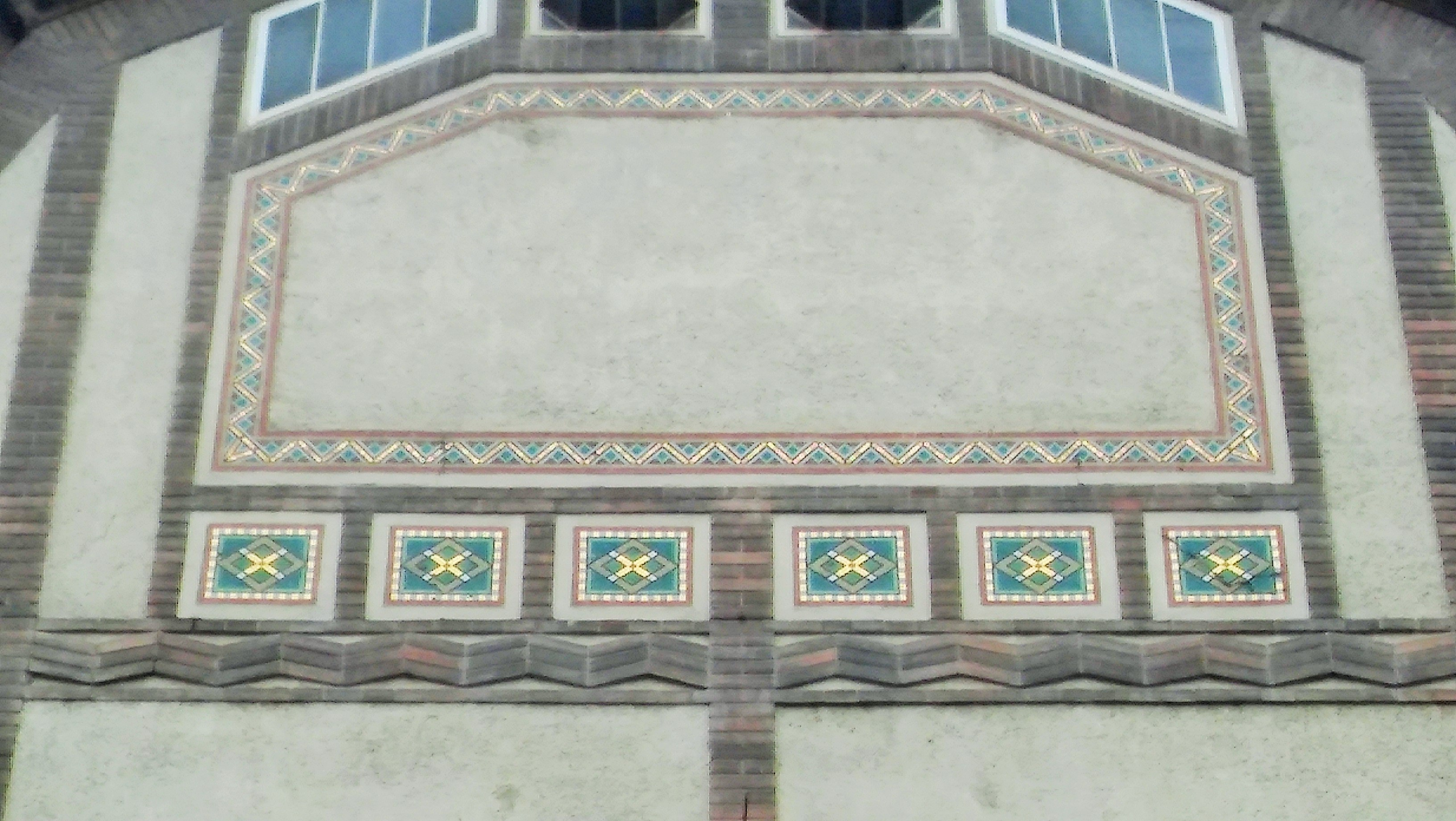
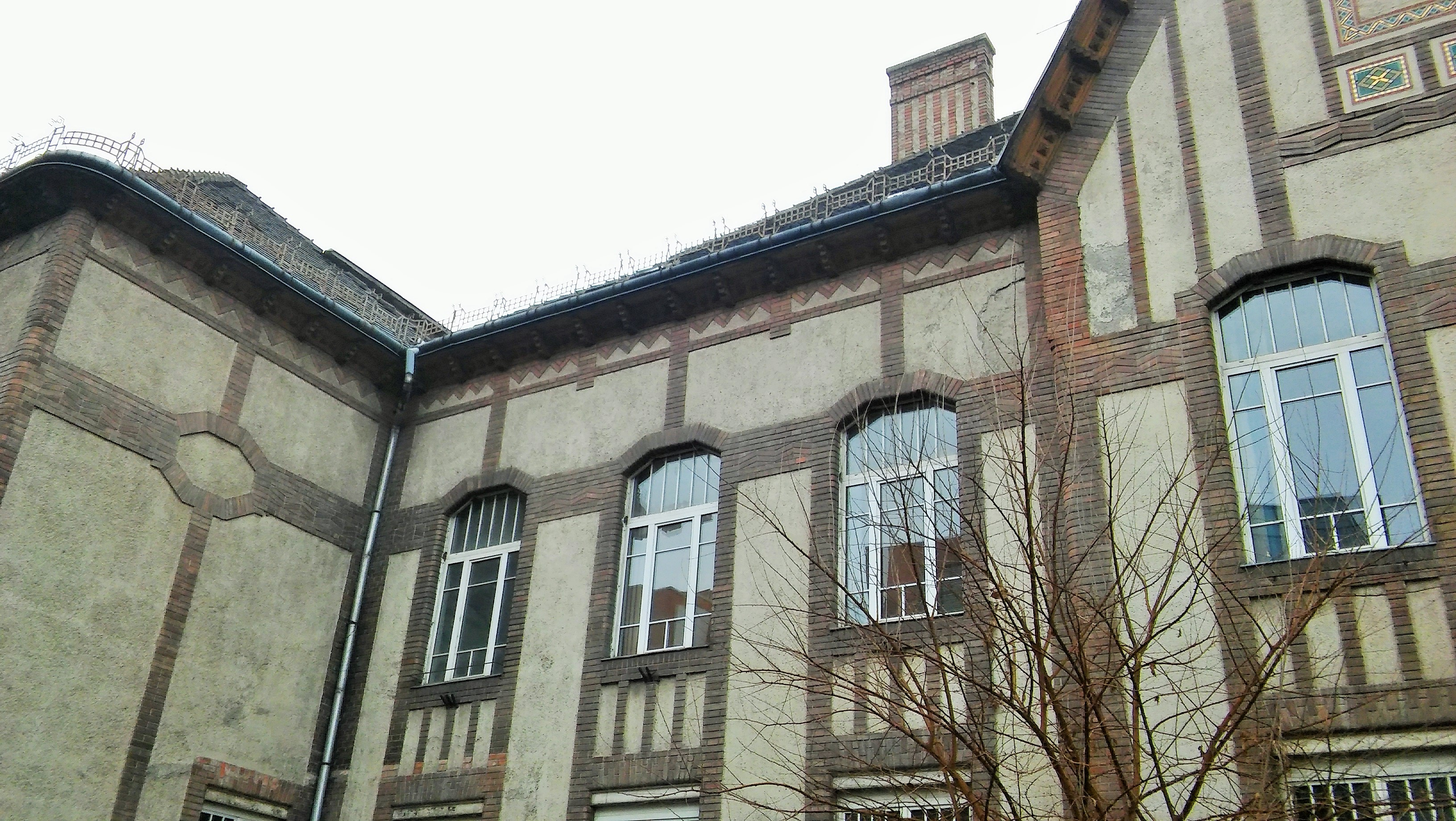
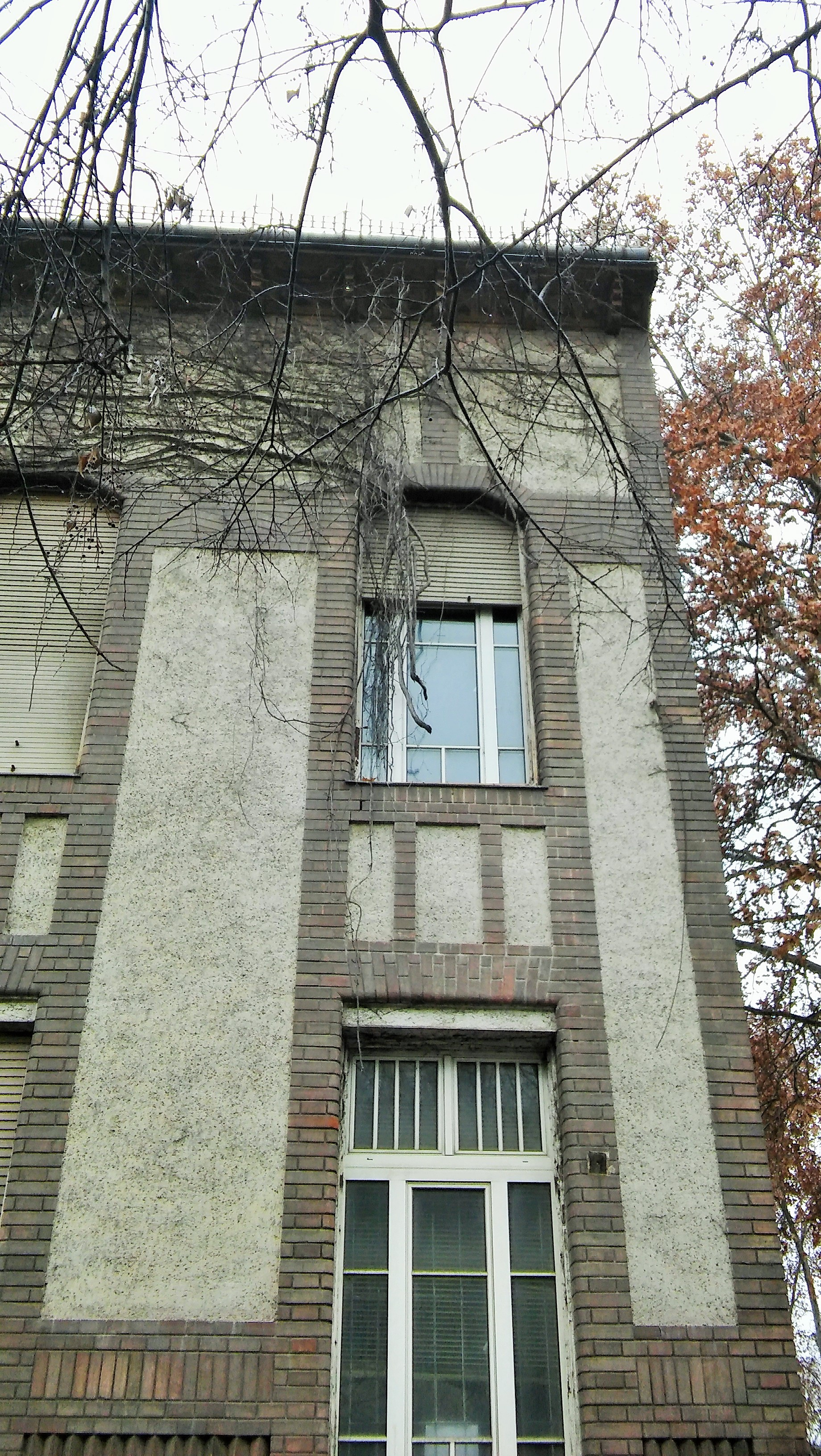
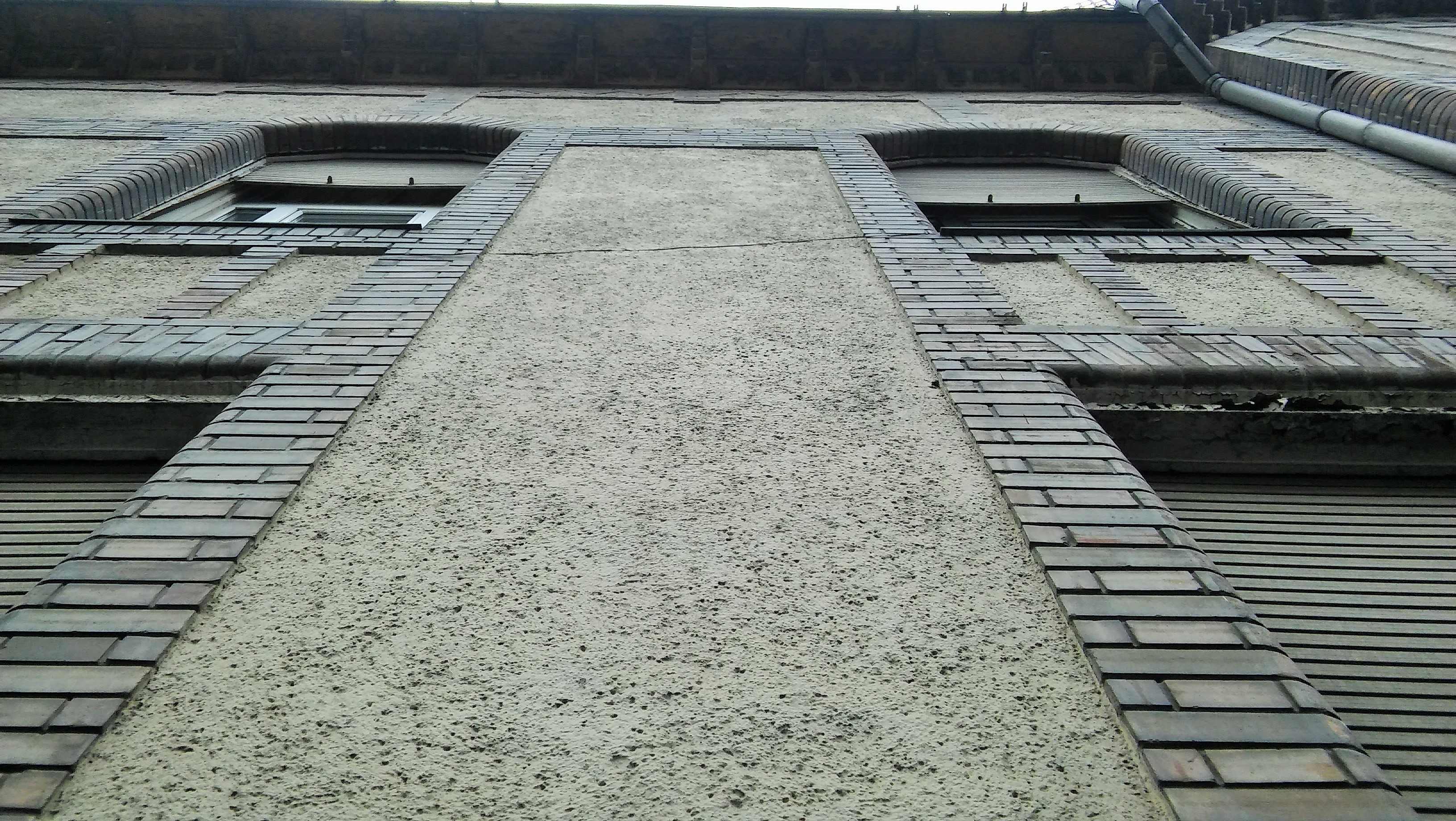
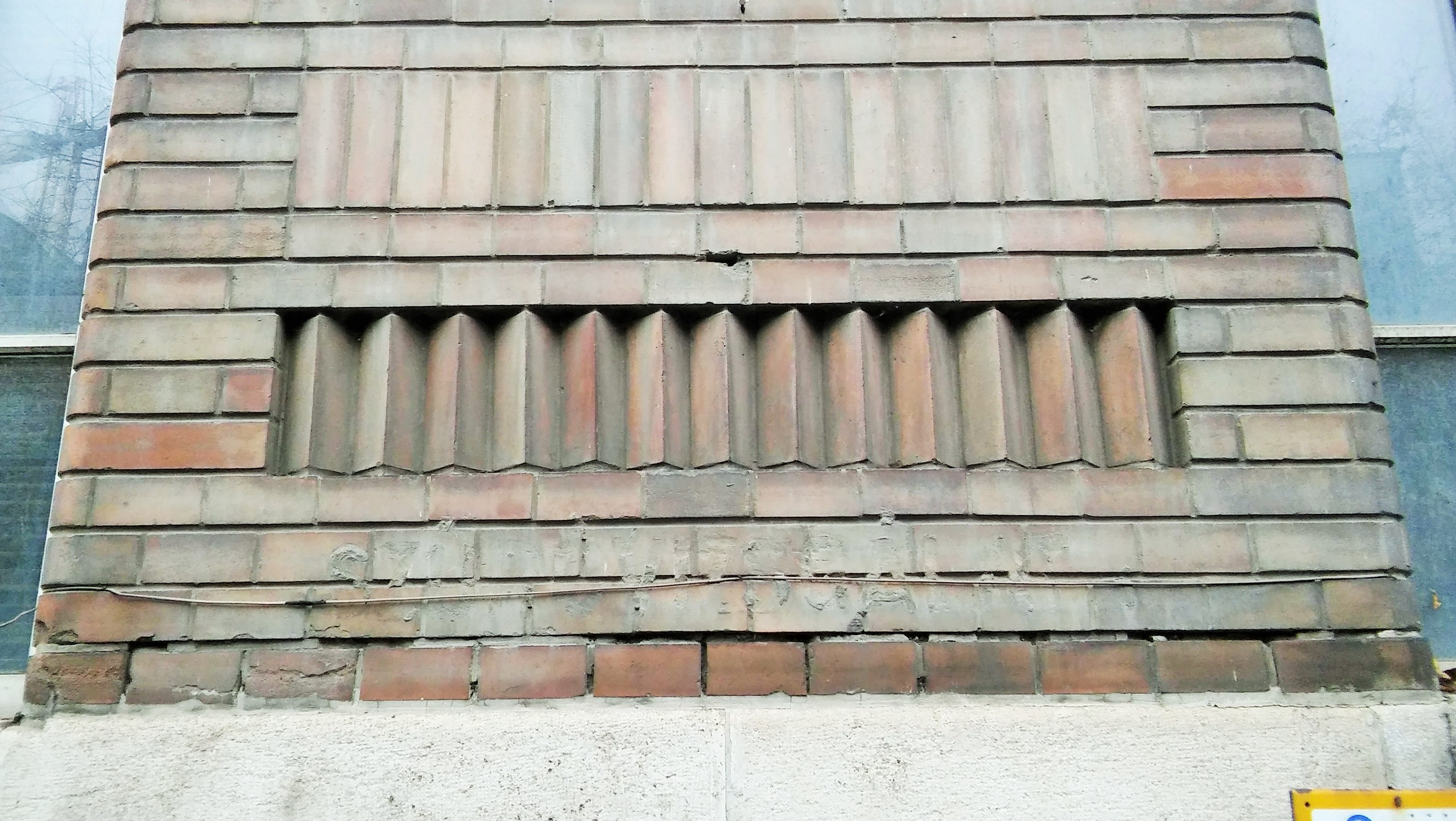
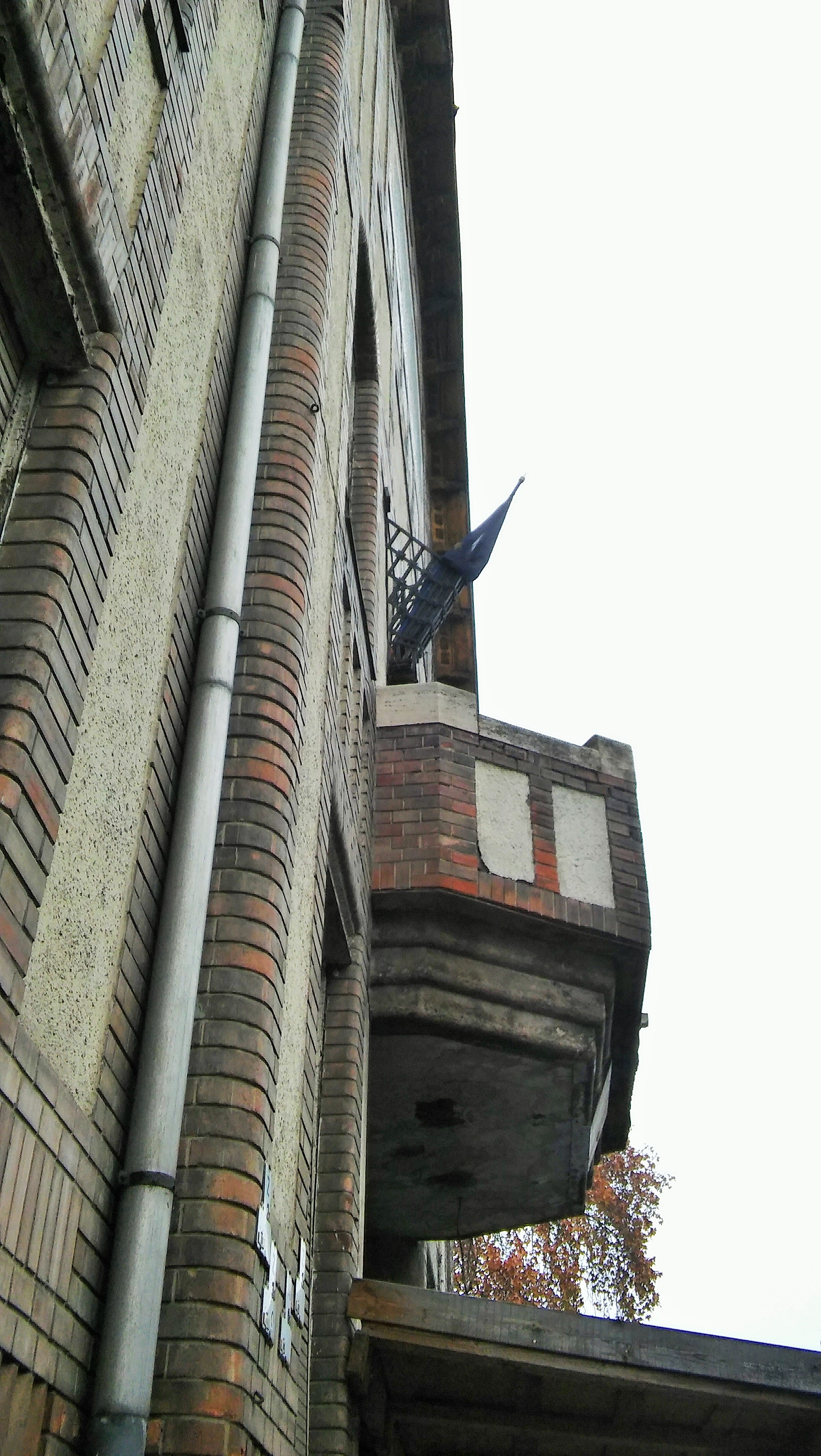
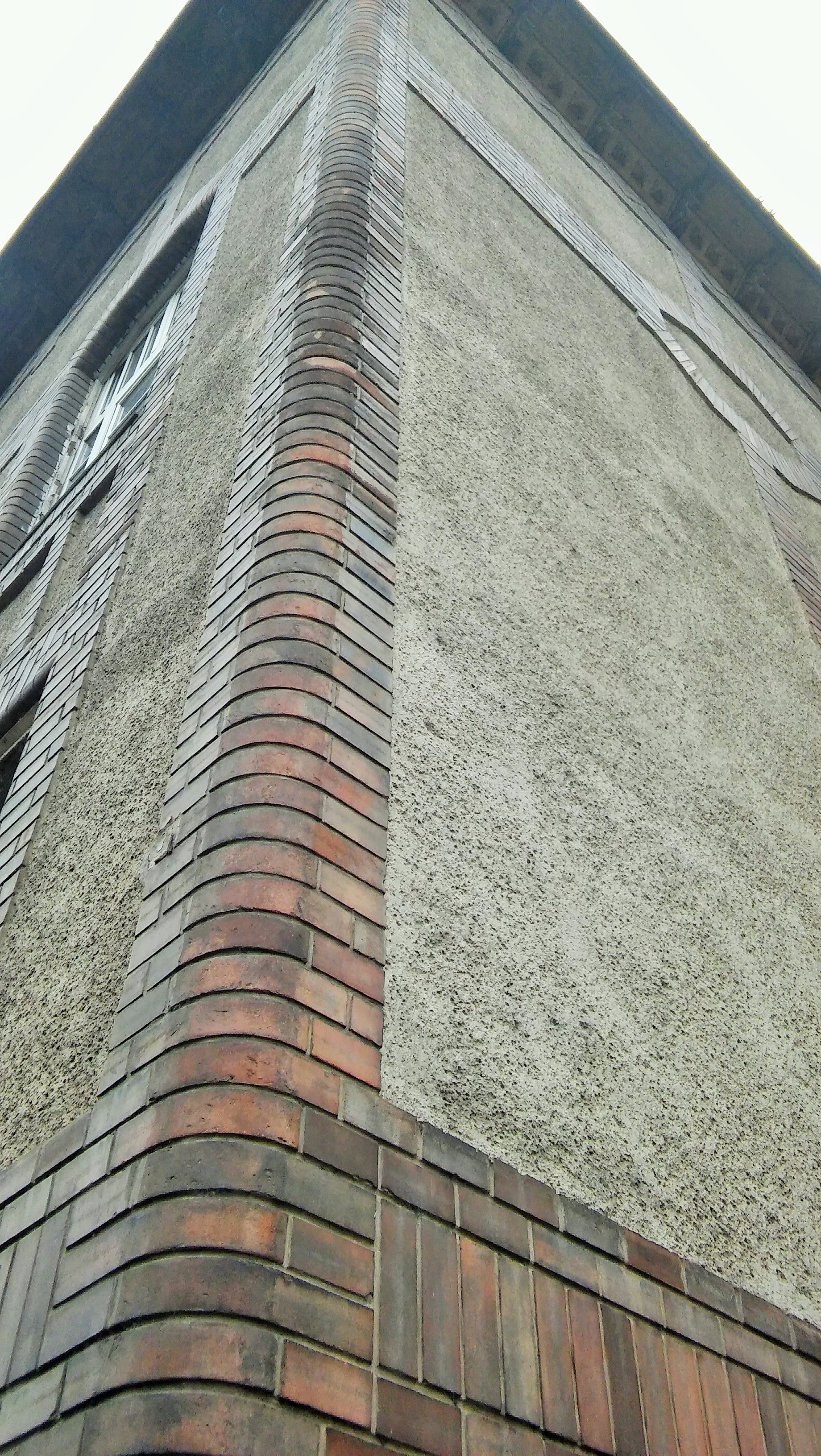